# Albertus Gerardus Bilders

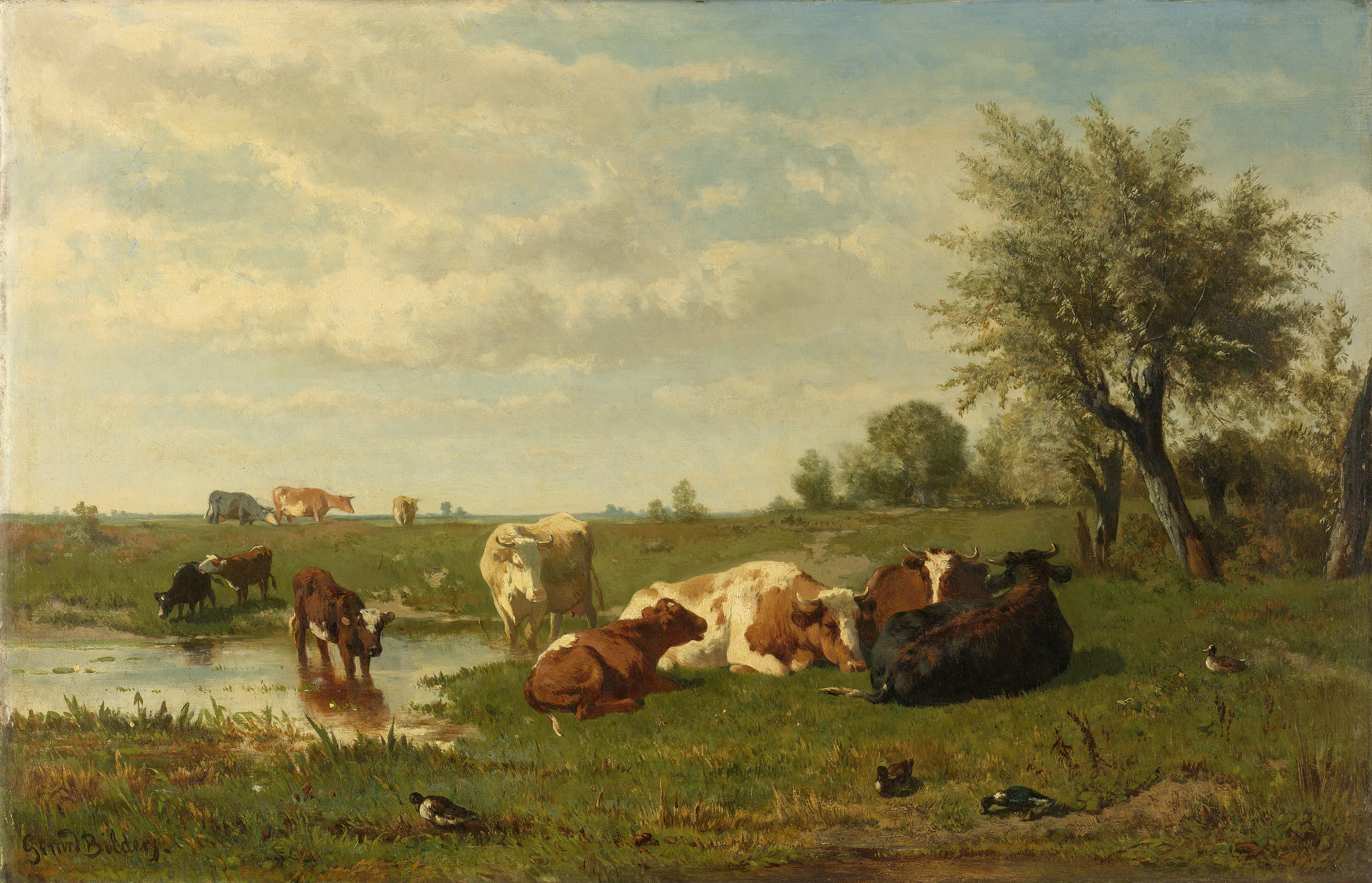
Kühe auf der Weide, 1861.

Albertus Gerardus (Gerard) Bilders (* 9. Dezember 1838 in Utrecht; † 8. März 1865 in Amsterdam) war ein niederländischer Maler, Zeichner und Druckgraphiker. Auch war er ein Kunstsammler, der mit verschiedenen Mitgliedern der Haager Schule in Verbindung stand.

## Biografie
Bilders wurde in Utrecht geboren, wo er mit einer Unterbrechung von 1841 bis 1845 in der Familie in Oosterbeek, einem Dorf nahe Arnhem wohnte, lebte.
Sein Vater, der Landschaftsmaler Johannes Warnardus Bilders gab ihm die ersten Zeichenstunden. 1857 zog Bilders nach Den Haag. Von Anfang an konzentrierte er sich auf die Landschaftsmalerei. Im Mauritshuis kopierte er Paulus Potters Landschaften mit Vieh und er war für eine Weile Schüler des Landschafts- und Tiermalers Charles Humbert in Genf in der Schweiz.
1859 wurde er Mitglied der Künstlergemeinschaft Felix Meritis in Amsterdam.
1860 reiste er mit seinem Vater nach Brüssel und studierte dort Bilder der Schule von Barbizon.
Später malte er in der Umgebung von Leiden, wo er öfter Weiden mit Vieh malte. Er versuchte durch spezielle Lichteffekte die Stimmung der Landschaft wiederzugeben. Er nahm damit den Stil der Haager Schule vorweg.
Er kehrte später für einige Zeit nach Oosterbeek zurück, wo er Anton Mauve und die Brüder Maris traf. Er starb mit nur 26 Jahren in Amsterdam.

## Galerie

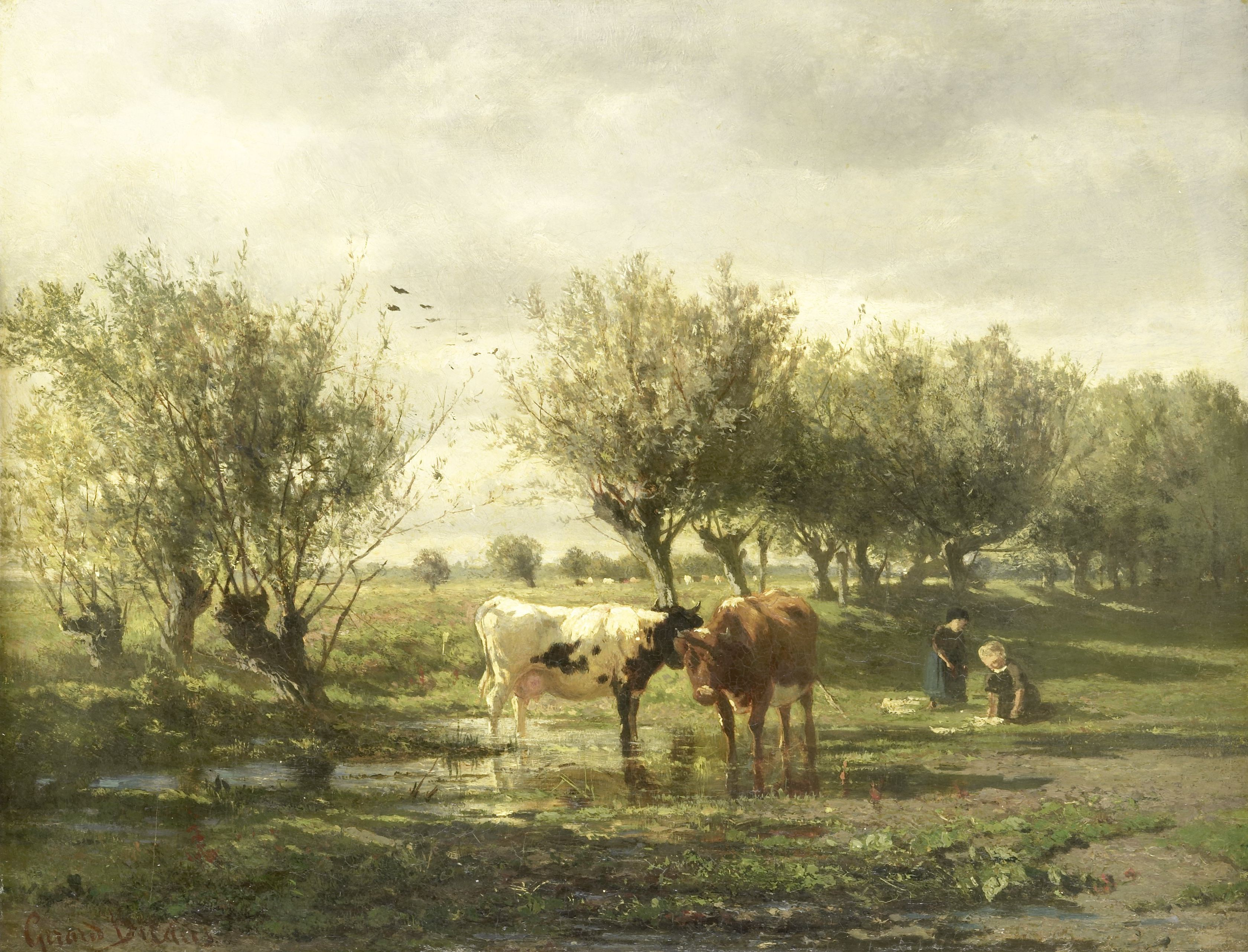
Kühe an einem Weiher.
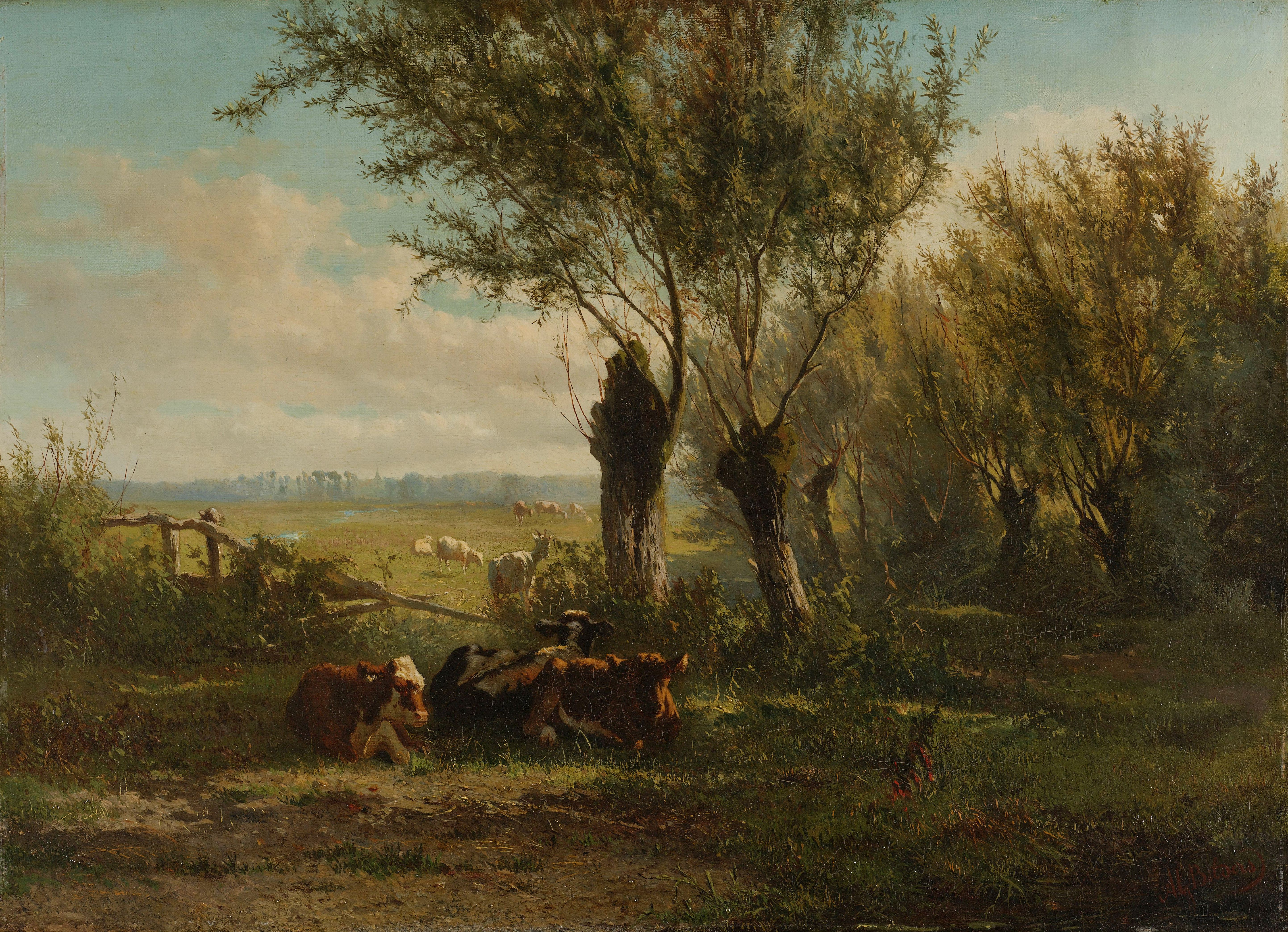
: Weide bei Oosterbeek
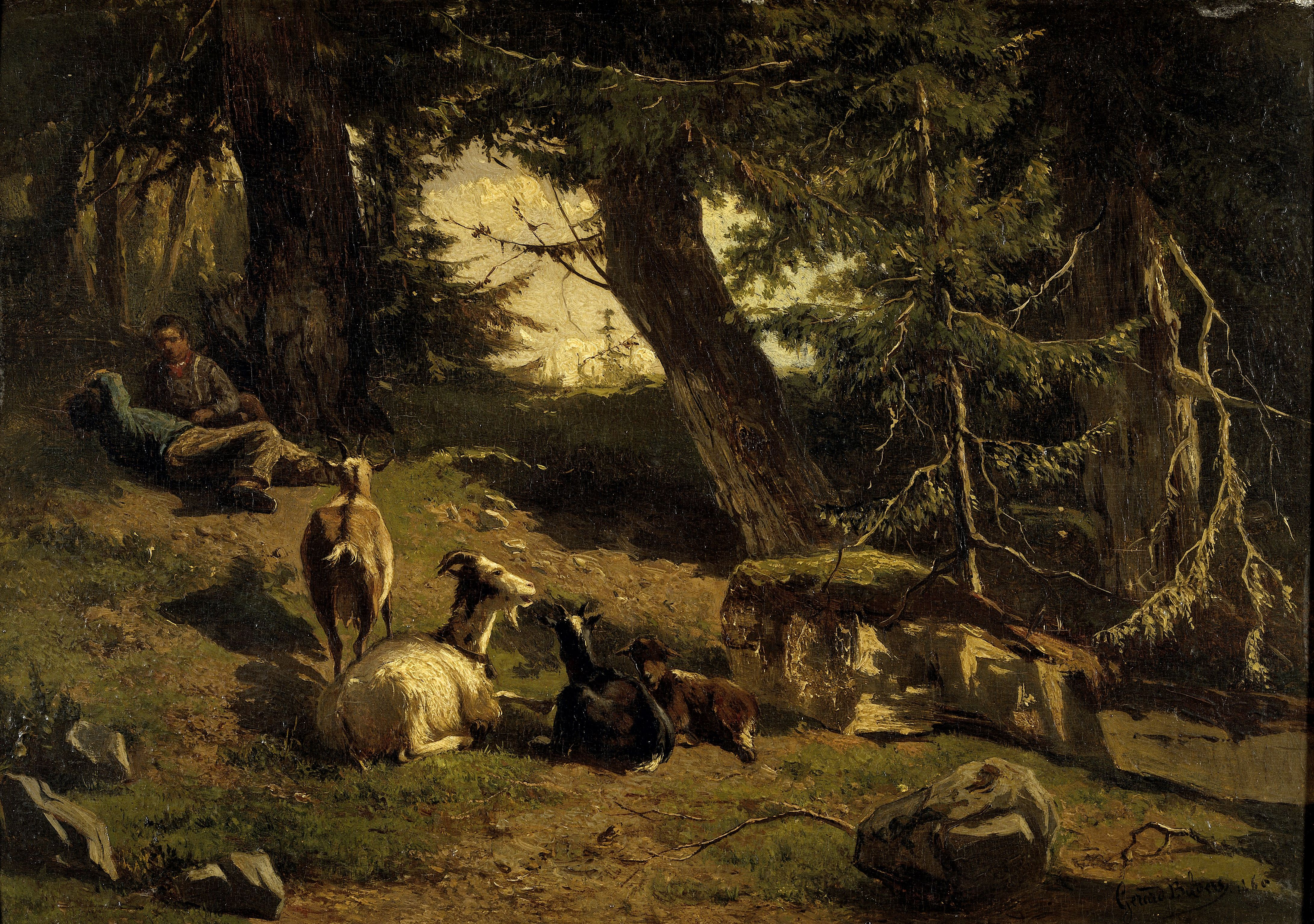
Schweizer Landschaft.
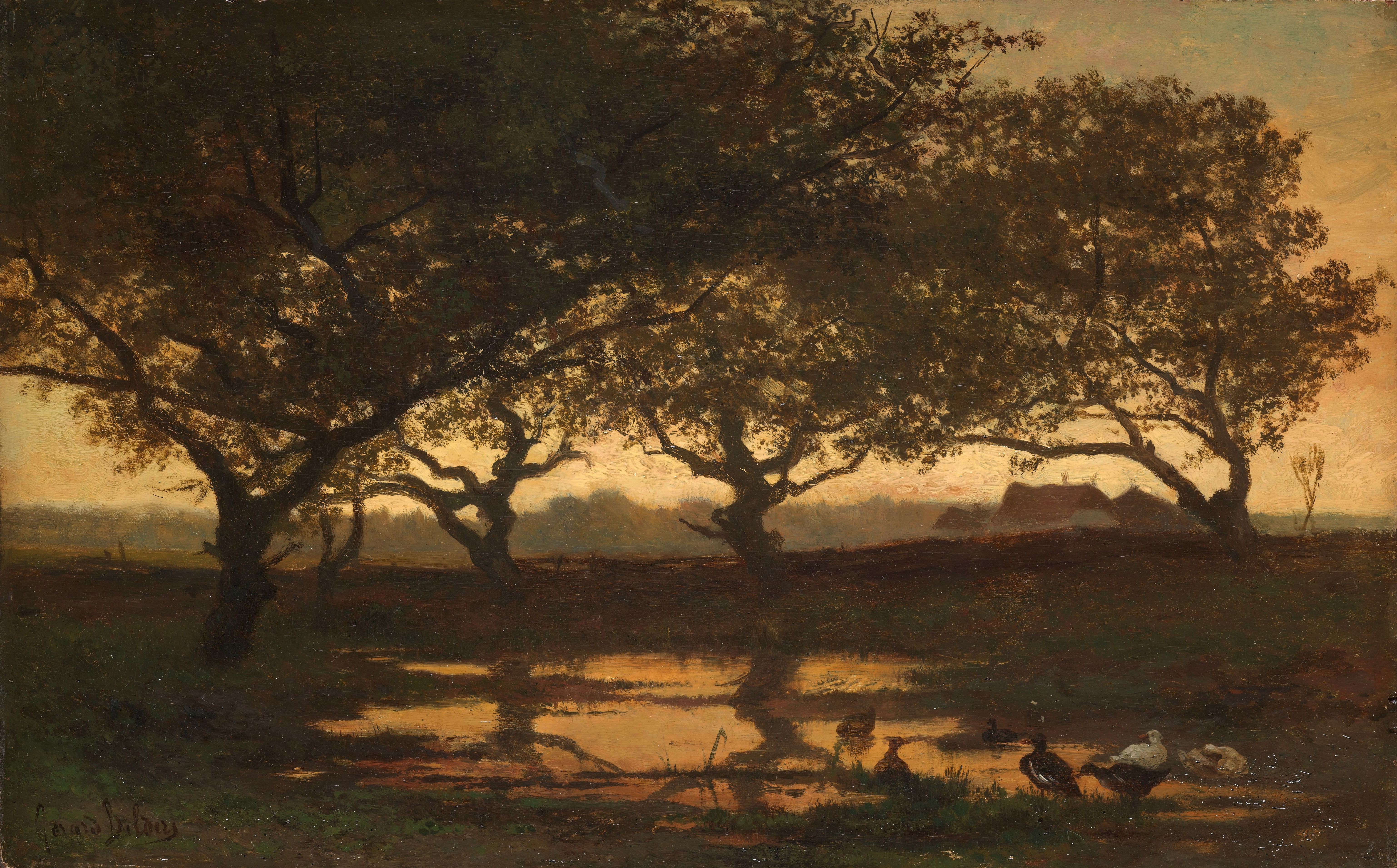
Sonnenuntergang.